# Vlaams Energie- en Klimaatagentschap
Het Vlaams Energie- en Klimaatagentschap (VEKA), voorheen bekend als het Vlaams Energieagentschap (VEA), is een intern verzelfstandigd agentschap binnen het beleidsdomein Omgeving van het Vlaams Gewest.
Het agentschap heeft als primaire doelstelling de bevordering van een duurzaam energie- en klimaatbeleid. Het VEKA werd opgericht door middel van een besluit van de Vlaamse Regering dat op 11 december 2020 werd aangenomen en vervolgens op 17 december 2020 werd gepubliceerd in het Belgisch Staatsblad. Op basis hiervan is de nieuwe oprichtingsdatum van het VEKA vastgesteld op 1 januari 2021. De samenstelling van de Directieraad van het VEKA is te vinden in het ministerieel besluit van 19 december 2020.

## Missie
De missie van VEKA is het voorbereiden, stimuleren, coördineren, uitvoeren, opvolgen en evalueren van beleidsinitiatieven op het gebied van energie en broeikasgasemissies, met als doel de overgang naar een klimaat neutrale en duurzame samenleving in Vlaanderen te bevorderen. Hierbij streeft het agentschap naar een kostenefficiënt en kwalitatief gebruik van beleidsinstrumenten, met oog voor de sociale en economische impact.

## Taken
Het VEKA heeft verschillende taken, waaronder het onderbouwen, voorbereiden, coördineren, uitvoeren, evalueren en rapporteren van langetermijnvisies, zoals bv. langetermijnrenovatiestrategie voor gebouwen 2050, Vlaamse Energie- en Klimaatplannen en het Vlaamse energie- en klimaatbeleid. Daarnaast participeert het agentschap in het boven gewestelijke besluitvormingsproces rond energie en klimaat, ontwikkelt het beleidsinstrumenten en maatregelpakketten, bevordert het milieuvriendelijke energieproductie en efficiënt energiegebruik, en beheert het de middelen en fondsen die hiervoor bestemd zijn.
Andere taken van VEKA omvatten het voorbereiden en toepassen van regelgeving met betrekking tot het beheer en de uitbouw van distributienetten van elektriciteit, gas en warmte, het verzamelen en gebruiken van energie- en klimaat gerelateerde data voor beleidsdoeleinden, het beheren en coördineren van het Vlaams Klimaatfonds en het Energiefonds, het bouwen van draagvlak voor een energiebewuste en klimaat neutrale samenleving, en het samenwerken met stakeholders op het gebied van energie en klimaat.